# Dirksen Senate Office Building

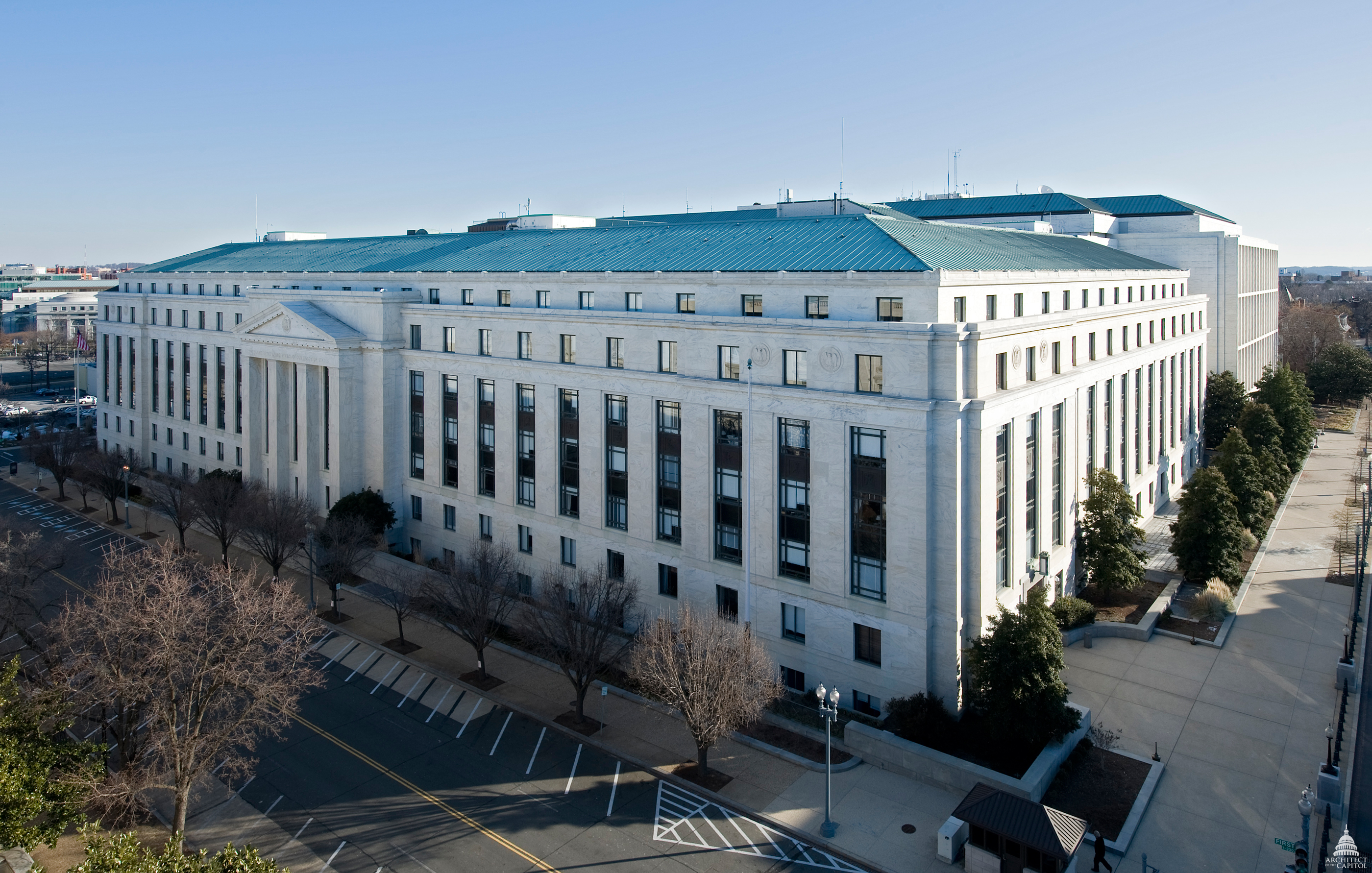
Dirksen Senate Office Building, 2011

Das Dirksen Senate Office Building ist eines von drei Bürogebäuden des Senats der Vereinigten Staaten. Das von 1956 bis 1958 gebaute Gebäude befindet sich nördlich des Kapitols in Washington, D.C.

## Vorgeschichte
Die Pläne für das Dirksen Building reichen bis ins Jahr 1941 zurück. Angesichts der erweiterten Rolle, die den Vereinigten Staaten seit den 1930er Jahren auf nationaler und internationaler Ebene zufiel, stellte der Senat mehr Mitarbeiter ein. Dadurch waren die vorhandenen Platzverhältnisse im Kapitol und dem älteren Russell Senate Office Building nicht mehr ausreichend. Im Jahr 1941 ermächtigte der Senat, kurz vor dem Eintritts Amerikas in den Zweiten Weltkrieg, den obersten Architekten des Kapitols David Lynn damit, sich mit der Planung eines zweiten Bürogebäudes zu befassen. Durch die Beteiligung am Krieg verzögerte sich die Umsetzung der Baupläne, was die Raumprobleme verschärfte.
Erst nach dem Kriegsende verabschiedete der Kongress im August 1946 den „Legislative Reorganization Act of 1946“, um seine Operationen zu modernisieren und zu rationalisieren. Um zusätzliches Personal unterzubringen zu können, wurden zunächst Räumlichkeiten in umliegenden Gebäuden angemietet. Doch schon bald wurden weitere Büroflächen benötigt, als Alaska und Hawaii als neue Bundesstaaten hinzukamen und deren Senatoren samt Personal untergebracht werden mussten. 1948 erwarb der Senat Grundstücke für den Neubau des zweiten Bürogebäudes.

## Bauausführung

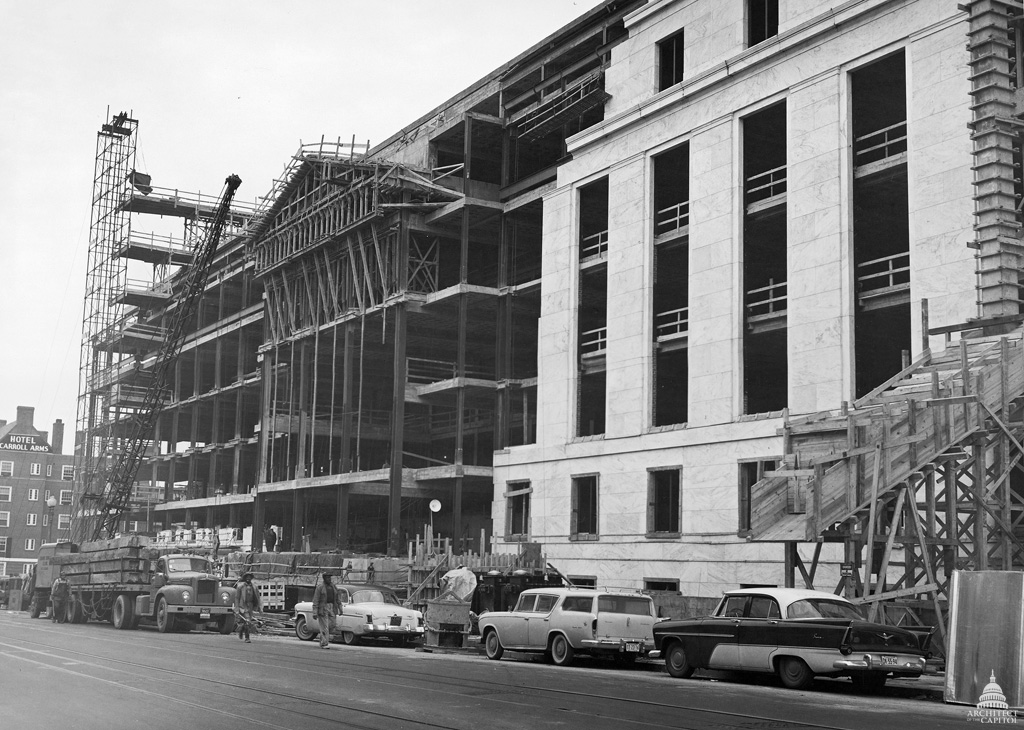
Bauphase 1956

Sie beauftragten nun das Architekturbüro „Eggers & Higgins“, in dem sich Otto Reinhold Eggers (1882–1964) und Daniel Paul Higgins (1886–1953) in New York zusammengeschlossen hatten, damit die Planung und Ausführung zu übernehmen. Das siebenstöckiges Gebäude sollte in weißem Marmor ausgeführt werden und eine optische Einheit mit dem Kapitol und dem ersten Bürogebäude des Senats bilden. Die Fassade zeigt zwischen den Fenstern auf 51 Bronzereliefs Szenen aus der amerikanischen Arbeitswelt aus den Themenbereichen Schifffahrt, Landwirtschaft, Produktion, Bergbau und Holzverarbeitung. Unter dem Westgiebel befindet sich die Inschrift: 

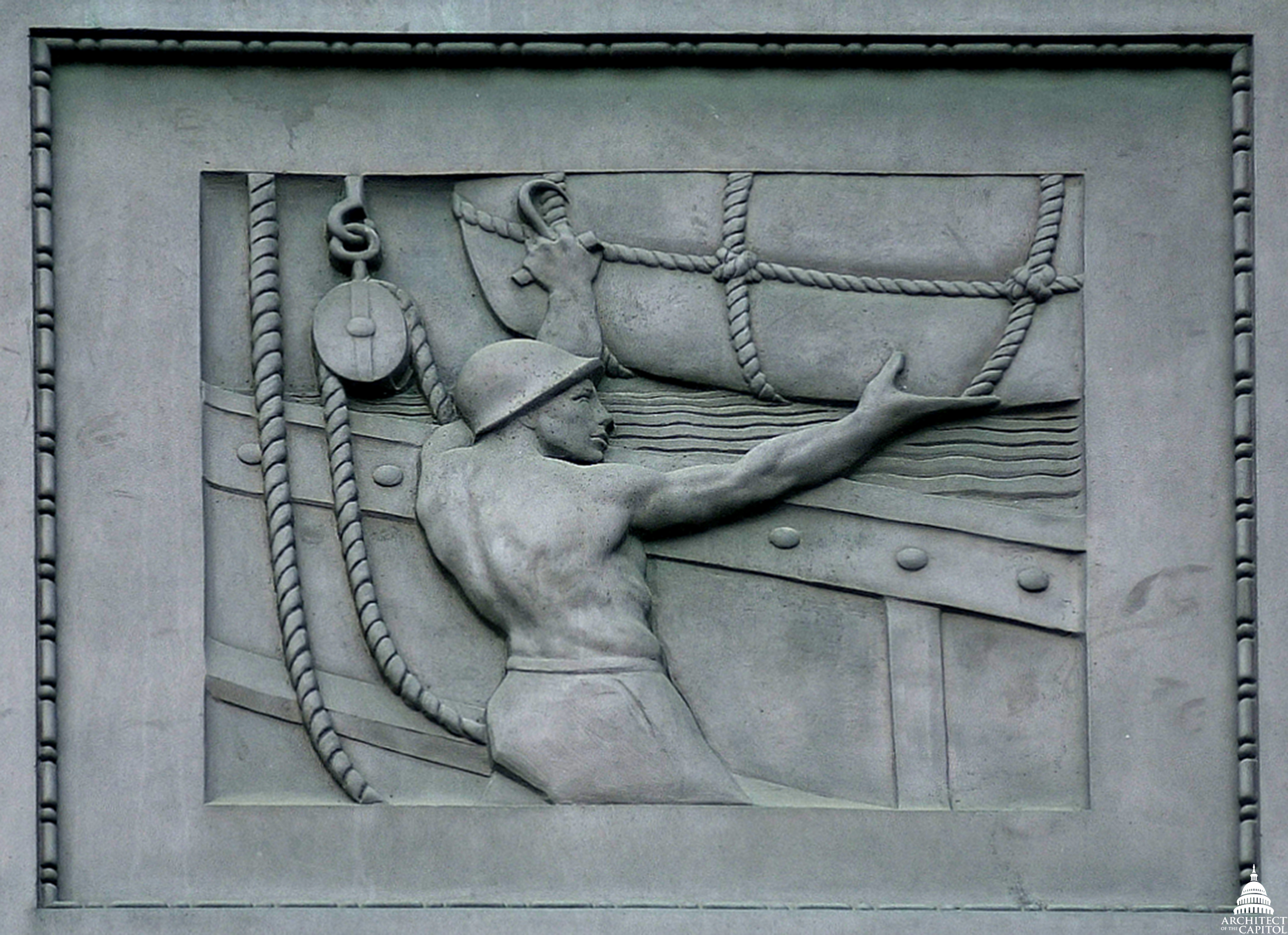
Bronzerelief

Der Baubeginn verzögerte sich bis zum Jahr 1956. Steigende Baukosten führten zur Überarbeitung des ursprünglichen Entwurfs, so dass ein ursprünglich geplanter zentraler Korridor nicht umgesetzt wurde und einige Ausstattungen entfielen. Im Beisein des Architekten des Kapitols J. George Stewart legten Mitglieder des Senatsbürogebäudebauausschusses am 13. Juli 1956 den Grundstein für das Gebäude. Am 15. Oktober 1958 wurde das Bürogebäude eröffnet. Alle ständigen Ausschüsse des Senats sollten nun im neuen Gebäude stattfinden. Um die Senatoren zum Kapitol zu transportieren, wurde ein neuer Tunnel für die U-Bahn und für Fußgänger gebaut, der das alte mit dem neuen Senatsbürogebäude verbindet. Als drittes Gebäude ließ der Senat 1982 das Hart Senate Office Building bauen, es ist mit dem Dirksen Building durch einen überdachten Gang verbunden. Eine umfassende Renovierung und Modernisierungsarbeiten erfolgten zwischen 1999 und 2000 durch Alan M. Hantman, den damaligen Architekten des Kapitols und seinen Stellvertreter und Nachfolger Stephen T. Ayers.

## Berücksichtigung der Öffentlichkeit
Einige Komiteesäle wurden mit einem Podium ausgestattet und es wurden Sitzplätze für die Öffentlichkeit vorgehalten. Das Fernsehen wurde als neues Medium entdeckt und hatte bereits 1950 eine Anhörung des Senats im Fernsehen übertragen. Zeitungs-, Radio- und Fernsehreportern sollte die Möglichkeit eröffnet werden über die Anhörungen zu berichten. Daher wurden die Anhörungsräume im neuen Gebäude zweistöckig ausgelegt. Sie wurden mit Podesten für die Aufnahmegeräte der Fernsehsender ausgestattet. Daneben gab es kleinere Kammern für nicht öffentliche Anhörungen oder Exekutivsitzungen des Ausschusses. Der größte Anhörungsraum im ersten Stock wurde dem Bewilligungsausschuss zugewiesen. Der Vizepräsident und seine Mitarbeiter verfügten über eine Ecksuite. Es wurde auch ein Auditorium mit 500 Plätzen, eine Cafeteria für Mitarbeiter und Besucher sowie eine Tiefgarage eingerichtet. Als Besucher- und Informationszentrum wurde im Dezember 2008 das United States Capitol Visitor Center eröffnet.

## Name des Gebäudes
Zunächst trug das Gebäude lediglich die Bezeichnung „New Senate Office Building“. Seit 1972 trägt es seinen heutigen Namen „Everett McKinley Dirksen Office Building“, zur Ehrung des ehemaligen Senators Everett Dirksen aus Illinois. Dirksen war von 1933 bis 1949 Mitglied des Repräsentantenhauses und von 1951 bis 1969 im Senat tätig. Von 1959 bis zu seinem Tod 1969 war er der Anführer der republikanischen Minderheit. Dirksen war zudem für seine rednerischen Gewandtheit bekannt und gewann einen Grammy. Zugleich erhielt im September 1972 auch das erste Bürogebäude seinen Namen „Richard Brevard Russell Office Building“.